# Expedición 24
La Expedición 24 fue la 24.ª estancia de larga duración en la Estación Espacial Internacional.

## Tripulación
| Posición             | Primera parte (Junio de 2010)                     | Segunda parte (Junio de 2010 a septiembre de 2010) |
| -------------------- | ------------------------------------------------- | -------------------------------------------------- |
| Comandante           | Aleksandr Skvortsov, RSA Primer vuelo espacial    | Aleksandr Skvortsov, RSA Primer vuelo espacial     |
| Ingeniero de vuelo 1 | Mikhail Korniyenko, RSA Primer vuelo espacial     | Mikhail Korniyenko, RSA Primer vuelo espacial      |
| Ingeniero de vuelo 2 | Tracy Caldwell Dyson, NASA Segundo vuelo espacial | Tracy Caldwell Dyson, NASA Segundo vuelo espacial  |
| Ingeniero de vuelo 3 |                                                   | Fyodor Yurchikhin, RSA Tercer vuelo espacial       |
| Ingeniero de vuelo 4 |                                                   | Shannon Walker, NASA Primer vuelo espacial         |
| Ingeniero de vuelo 5 |                                                   | Douglas H. Wheelock, NASA Segundo vuelo espacial   |

FuenteNASA

## Tripulación de Reserva
- Mikhail Tyurin
- Aleksandr Samokutyayev
- Scott J. Kelly
- Andrei Borisenko
- Paolo Nespoli
- Catherine Coleman